# Eudarcia aureliani
Eudarcia aureliani is een vlinder uit de familie van de Meessiidae. Deze soort is voor het eerst wetenschappelijk beschreven als Obesoceras aureliani door Iosif Căpușe in een publicatie uit 1967.
De soort komt voor in Roemenië.